# SCART

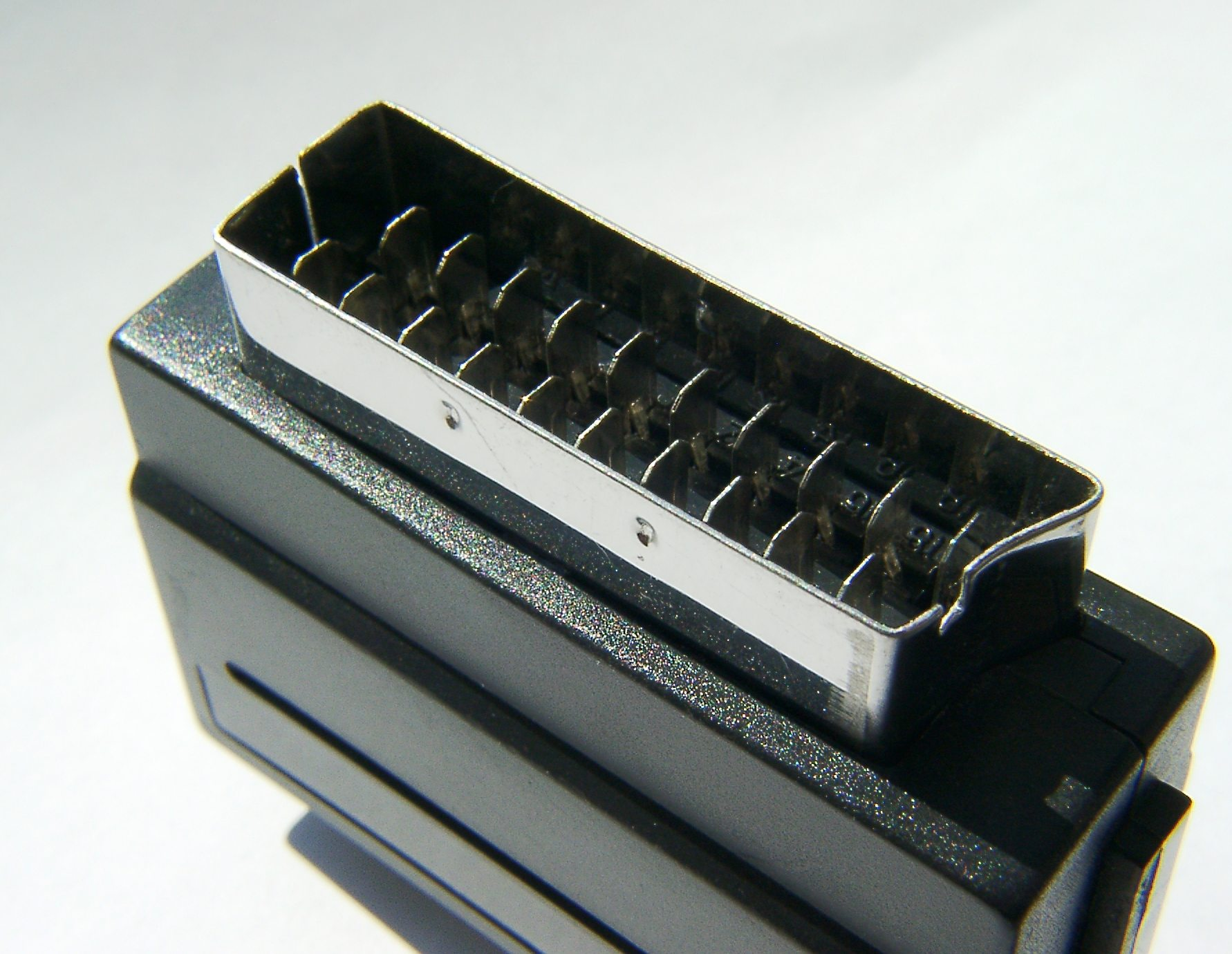
SCART-Stecker

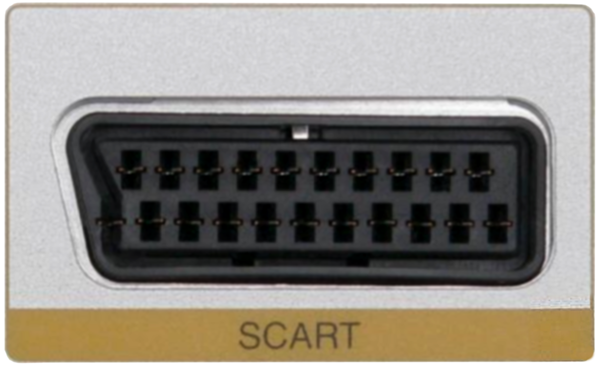
SCART-Buchse

SCART oder Scart ist ein europäischer Standard für Steckverbindungen von Audio- und Video-Geräten wie etwa Fernseher und Videorecorder. Andere Bezeichnungen sind Euro-AV, Euroconnector, EuroSCART, Peritelevisions-Verbindung und in Frankreich Péritel. In den USA und Japan wird SCART nicht verwendet und nur in Exportgeräten verbaut. Das Akronym „SCART“ kommt aus dem französischen und steht für „Syndicat des Constructeurs d‘Appareils Radiorécepteurs et Téléviseurs“ (übersetzt: Vereinigung der Hersteller von Rundfunkempfängern und Fernsehern). Die Eigenschaften der SCART-Verbindung sind ab der DIN EN 50049-1 einheitlich beschrieben.
Eine Erweiterung dieser Punkt-zu-Punkt-Verbindung zu einem Bus, um beispielsweise Fernsehgerät, Videorecorder, Satellitenempfänger mit einer durchgehenden Leitung zu verbinden, stellt AV-Link dar.
SCART überträgt nur analoge Audio- und Videosignale sowie Video meistens in SD-Auflösung. Mit dem Aufkommen von HDTV und digitaler Videoübertragung wurde SCART von digitalen Standards wie HDMI verdrängt, der Nachfolgestandard Golden SCART konnte sich nicht durchsetzen.

## Einsatzgebiet
Der SCART-Anschluss versucht, die Verbindung verschiedener Videogeräte zu vereinfachen und zu vereinheitlichen, da er alle nötigen Signale in einem einzigen, mehrpoligen Stecker enthält und einen herstellerübergreifenden Standard bildet. Übertragen werden analoge Video- und Audiosignale. Außerdem können Steuersignale übertragen werden, so dass z. B. ein Videorekorder bei beginnender Wiedergabe den Kanal des per SCART angeschlossenen TV-Geräts umschalten kann.
Über SCART lassen sich die analogen Signalformen RGB, FBAS (auch Composite Video oder eng. CVBS genannt, mit YUV-Farbkodierung bei PAL bzw. YIQ-Farbkodierung bei NTSC (veraltet, heute ebenfalls YUV)) sowie – bei neueren Geräten – S-Video mit der gleichen Farbkodierung wie Composite/FBAS, jedoch im Unterschied dazu auf zwei getrennten Leitungen für Y und C (= UV bzw. IQ) übertragen. Einige Gerätehersteller bewerben einen hochauflösenden, direkten „YUV Component-Video-Signalausgang“ (gelegentlich wird statt YUV auch YPbPr eingesetzt, was zwar auf demselben Prinzip basiert (Farbdifferenzsignale), jedoch andere Koeffizienten verwendet und daher nicht kompatibel zu YUV ist); ein solcher ist beim SCART-Anschluss nicht standardisiert, deshalb proprietär. Eine YUV-Ausgabe über die drei RGB-Leitungen muss jeweils im Gerätemenü aktiviert oder ausgewählt werden. Digitale Video- und Audiosignale (wie beispielsweise HDMI, DisplayPort oder digitales YCbCr) werden nicht unterstützt.

## Mechanischer Aufbau
Die asymmetrische Bauform bietet einerseits einen praktischen Verpolungsschutz (der Stecker lässt sich nicht verkehrt herum einsetzen). Andererseits bedingt seine einfache mechanische Konstruktion oft Störungen im Signalweg. Deswegen, aber auch wegen der fehlenden Verriegelungsmöglichkeiten gegen Herausziehen, konnte sich SCART im Profi- und Broadcastbereich niemals durchsetzen. Dort werden stattdessen für die Schaltsignale D-Sub-, für AV-Signale BNC-Stecker benutzt. Einige Hersteller von SCART-Verbindern boten „Luxusversionen“ an, bei denen zum Beispiel die Kontakte im Träger vergossen und/oder vergoldet sind.

## Qualitätsunterschiede
Da im SCART-Kabel analoge Signale übertragen werden, kann ein schlechtes Kabel die Bildqualität im Vergleich zu einem guten erheblich mindern, besonders bei Längen über 3 m können sichtbare Effekte auftreten.
Günstige Kabel verfügen oft über keine internen Koaxialkabel und nur einen gemeinsamen (Außen-)Schirm. Daher wird durch die benachbarten ungeschirmten Videoleitungen insbesondere der Ton gestört, was sich bei bestimmten Bildinhalten (z. B. Texteinblendungen) durch ein Knattern bemerkbar machen kann.
Durch fehlende Schirmung und unpassende Isolierung (Reflexionen) wird auch das Videosignal beeinträchtigt, was sich durch mangelnde Schärfe und verwaschene Farben bemerkbar machen kann. Ebenso ist bei fehlender oder mangelhafter Schirmung die Empfindlichkeit gegenüber Hochfrequenzeinstrahlung heraufgesetzt, sodass es zu Bild- oder Tonstörungen durch starke Sender aus der Umgebung kommt (Rundfunksender, Amateurfunk u. ä.).
Ohne geeignetes Isoliermaterial (Dielektrikum) mit passender Wellenimpedanz sind daher auch Kabel mit Einzelabschirmung nicht viel besser. Das fällt besonders bei digitalen Signalquellen auf, da diese eine wesentlich bessere Bildqualität liefern als analoge Signalquellen wie zum Beispiel ein VHS-Videorecorder.

## Entwicklung
Ab etwa 1976 wurden Fernsehgeräte mit damals neuartigen, energiesparenden Schaltnetzteilen ausgerüstet. Diese konstruktive Maßnahme ermöglichte erstmals eine kostengünstige (im Vgl. zu 50-Hz-Transformatoren in frühen Fernsehgeräten mit Netztrennung) wirksame galvanische Trennung des Fernseh-Chassis vom Stromnetz. Es kann damit auf gefahrlosem Masse(Erd)-Potential liegen anstatt wie früher auf 110 bis 320 Volt. Peripheriegeräte wie zum Beispiel Videorecorder, Bildplattenspieler oder Videospiele konnten nun erstmals ohne weitere aufwendige Maßnahmen wie Koppeltransformatoren zur galvanischen Trennung oder einen UHF-Modulator gefahrlos per Kleinsignalanschluss mit einem Fernsehgerät verbunden werden. Zeitgleich wurde auch der koaxiale Antennenstecker ohne Koppelkondensatoren direkt mit dem Tuner verbunden. Neben einer verlustarmen Übertragung des Videosignales war erstmals auch Audio-Stereosignalübertragung vom Videorecorder bzw. Bildplattenspieler zum Fernsehgerät möglich.

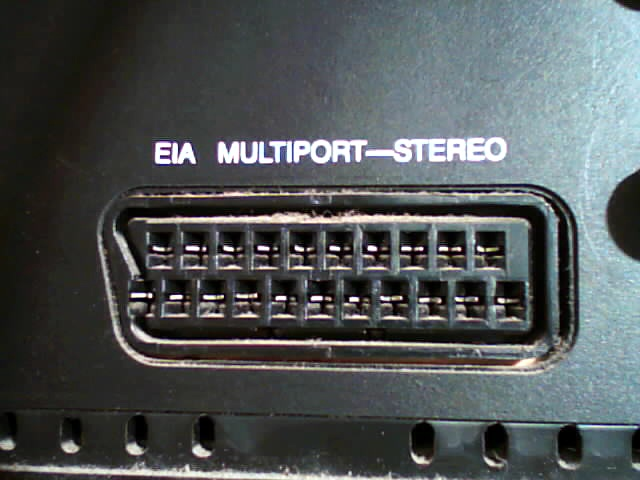
EIA Interface

Auf dem internationalen Markt, vor allem in Japan und den USA, gab es viele herstellerspezifische Anschlüsse, die oft verhinderten, dass Geräte unterschiedlicher Hersteller miteinander verbunden werden konnten. Es gab Unterschiede bei den Abmessungen der Stecker wie auch den elektrischen Spezifikationen der Signale. Aus diesem Grund wurde in Westeuropa bereits 1978 – zusammen mit den Planungen für ein eigenes Satellitenfernsehen TV-SAT – in Frankreich der SCART-Standard entwickelt. Erste Fernsehgeräte mit SCART-Schnittstelle kamen in Westdeutschland und Österreich 1982 auf den Markt. Direkter Vorläufer von SCART war der sechspolige DIN-Steckverbinder, der ein FBAS-Video- und ein Stereo-Audiosignal übertrug, allerdings nur in einer Richtung. Aufgrund der damals noch seltenen Netztrennung in Fernsehgeräten erlangte er nur mäßige Verbreitung. Die gebräuchlichste Verbindung im privaten Fernseh- und Videobereich war damals (und blieb es bis in die frühen 1990er Jahre) die Hochfrequenzverbindung über Antennenkabel, bei der das AV-Signal einem eingebauten UHF-Hilfssender aufmoduliert wurde. Ab Anfang der 2000er Jahre ist eine Verbindung zwischen Video/DVD/HD-Recorder auf Grund fehlender freier HF-Kanäle nicht mehr möglich, daher sind diese durch SCART-, Komponenten- und HDMI-Anschlüsse vollständig abgelöst worden. In Nordamerika und Japan dagegen ist SCART bis heute fast unbekannt.

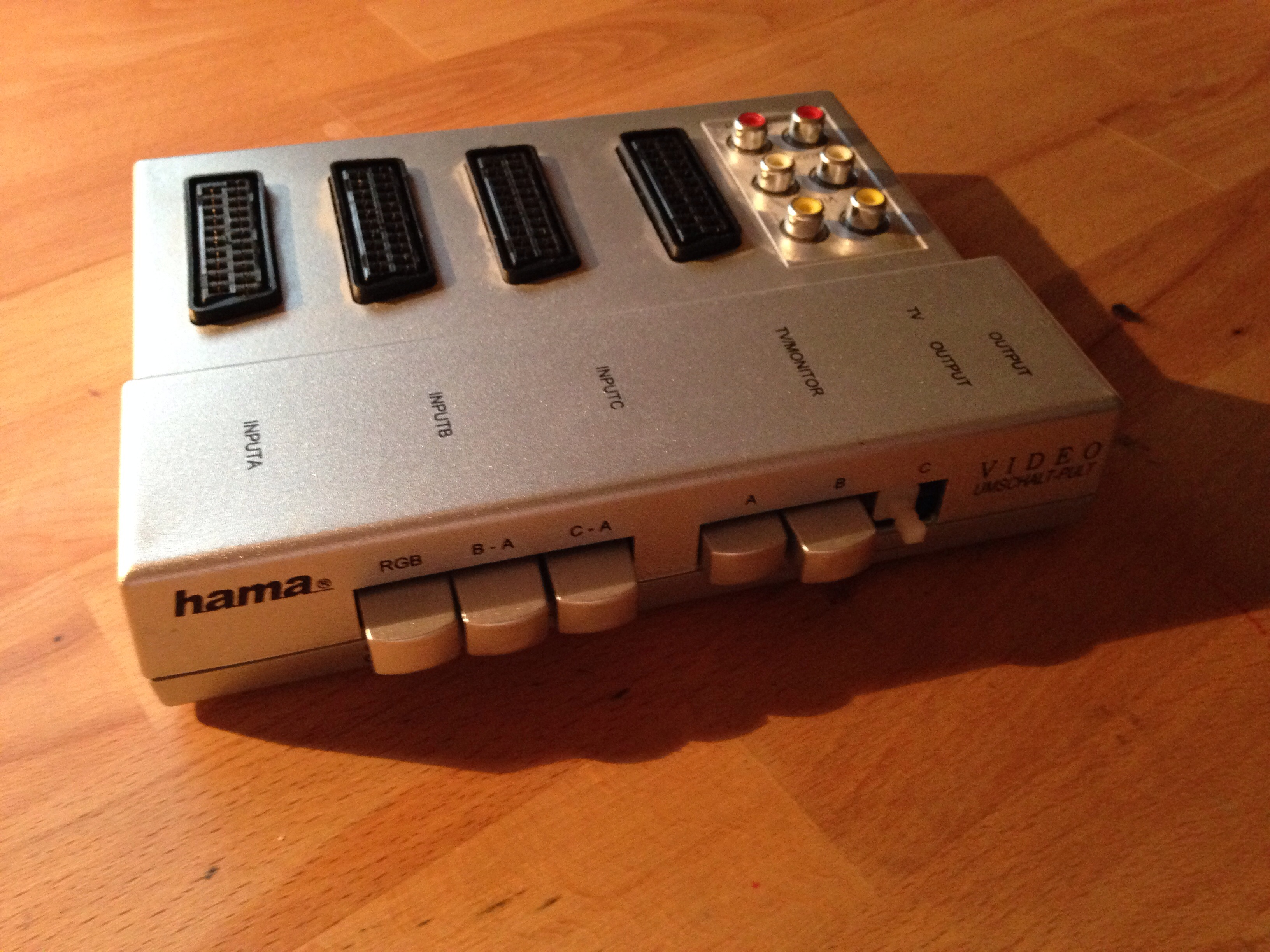
SCART-Verteiler

Der SCART-Anschluss war auch eine protektionistische Entwicklung: Er wurde um 1978 in Frankreich entwickelt, um Importe von Fernsehgeräten aus anderen Ländern zu verhindern. Ursprünglich gab es in Frankreich Gesetze, die den Import von Fernsehgeräten nur dann erlaubten, wenn der spezielle Schwarz-Weiß-Standard mit 819 Zeilen unterstützt wurde. Da dieser nur in Frankreich verwendet wurde, wurden die Hersteller in anderen Ländern gezwungen, hohe Entwicklungskosten für die Unterstützung dieses Standards aufzuwenden, so dass es fast keine Importgeräte gab. Als allerdings der 819-Zeilen-Standard in Frankreich nicht mehr verwendet wurde, gab es auch keine plausiblen Gründe für diese Importbeschränkung. An deren Stelle mussten ab etwa 1981 alle in Frankreich angebotenen Fernsehgeräte eine SCART-Buchse aufweisen. Da das nur einen geringen Mehraufwand für die Hersteller bedeutete und die Vorteile schnell erkannt wurden, wurde er zum Standard bei preiswerten Videorecordern.

## RGB-Video
Das RGB-Signal im SCART-Standard ist untrennbar auch mit den Planungen zum frühen Satellitenfernsehen TV-SAT Anfang der 1980er Jahre verbunden, die Farbinformation sollte dabei nicht mehr per quadraturmoduliertem Farbträger nach PAL (Phase-Alternating-Line, Zeilen mit alternierender Phase), sondern nach dem MAC-Verfahren (Multiplex-Analogue-Components, analoge Komponenten im Zeit-Multiplex) im SCART-Kabel über getrennte RGB-Leitungen übertragen werden. Als Relikt von TV-SAT kann auch angesehen werden, dass die RGB-Leitungen im SCART-Stecker im Gegensatz zu allen anderen (außer den Datenleitungen) unidirektional ausgeführt sind (ein interaktiver Fernsehbetrieb, also dass ein Fernseher sein Bild an TV-Sat zurückgesendet hätte, war ja nie geplant).

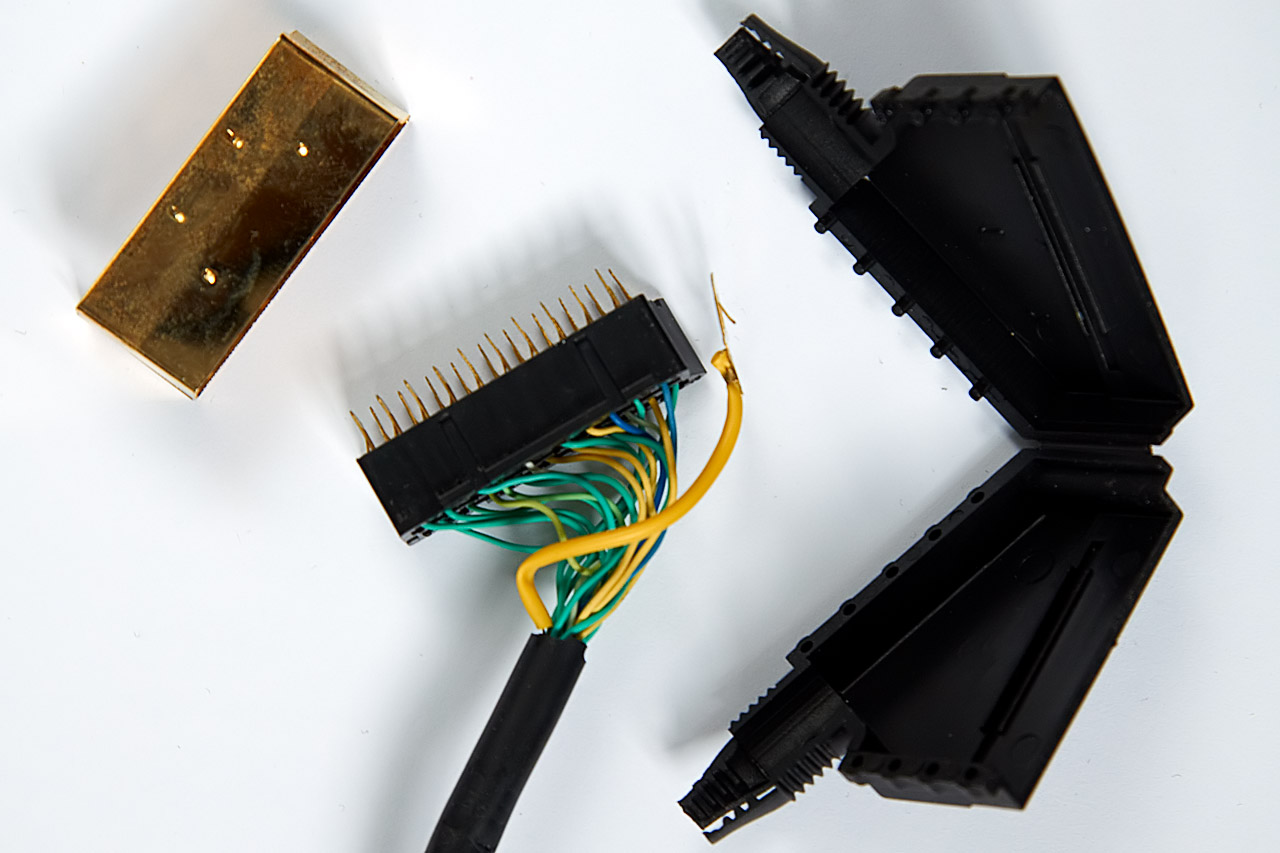
Die 21 Adern eines SCART-Kabels einer Verteilerbox

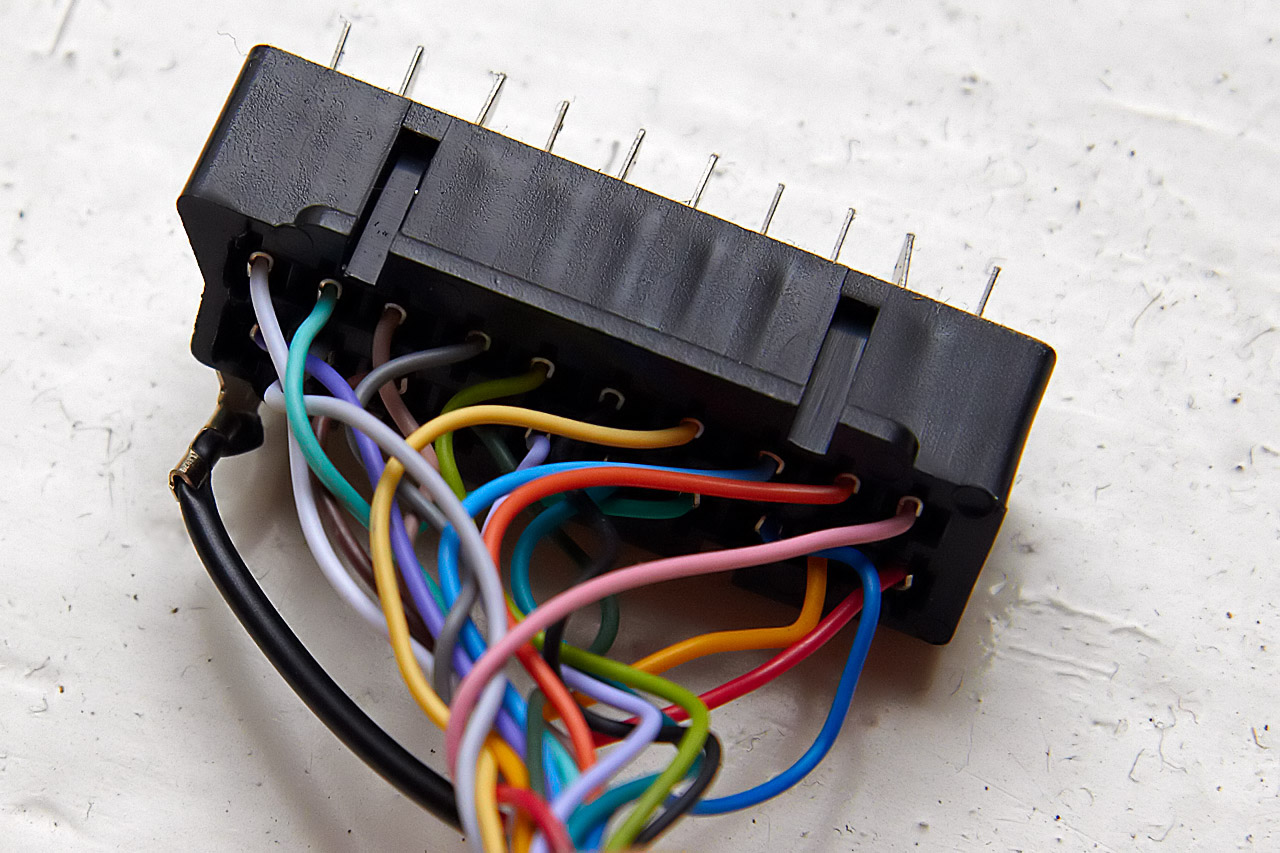
Die 21 Adern eines SCART-Verbindungskabels

Nachdem TV-SAT gescheitert war, gelangten viele SCART-Kabel auf den Markt, bei denen nicht alle Pins belegt sind, oft wird nur das FBAS- und das Audio-Signal übertragen. Vollständig belegte Kabel wurden oft mit den Marketing-Bezeichnungen „RGB-Kabel“ oder „RGB-Video“ versehen. Das ist vor allem für Videospiel-Konsolen interessant, da dadurch auch Konsolen, die Farbinformationen nach einem anderen Modulationsverfahren als PAL liefern (zum Beispiel NTSC), an Fernsehgeräte angeschlossen werden können. Bei DVD-Spielern und modernen Fernsehempfängern kann die Verwendung eines solchen Kabels zu einer Verbesserung der Bildqualität führen, da die Übertragung per FBAS prinzipbedingt (modulierter Farbträger statt einzelner Leitungen) das Signal verschlechtert.
Da auf den RGB-Leitungen 7, 11 und 15 keinerlei Impulse zur Bildsynchronisation mitgesendet werden (außer beim sogenannten „Sync-on-Green“-Modus, der bei einigen Geräten aktiviert werden kann), bedient sich der Empfänger zur Synchronisation im RGB-Modus (also bei angelegter RGB-Schaltspannung (Pin 16)) des zusätzlich mitübertragenen Signals am Videoeingang (Pin 20). In den meisten Fällen werden dort nicht nur die benötigten Synchronimpulse, sondern ein vollwertiges FBAS-Signal übertragen, so dass auch Geräte, die kein RGB annehmen können (vor allem Videorecorder), problemlos arbeiten können.
Es ist nicht möglich, RGB und S-Video simultan zur Verfügung zu stellen, da bei letzterem der Pin 15 für die Übertragung des separaten Farbsignals (Chrominanz) zweckentfremdet gebraucht wird. Einige Geräte übertragen das Chroma-Signal auch über Pin 11. S-Video war in der ursprünglichen SCART-Norm (noch) nicht vorgesehen, deshalb hat der Stecker zu wenig Pole, um dafür eine eigene Leitung anzubieten.

## Steckerbelegung
|  |  | Ansicht auf die Buchse von außen bzw. auf die Lötseite des Steckers (Pin 21 = äußeres Abschirmblech) |

| Pin                                    | Bedeutung                                                                        | Beschreibung |
| Audio                                  | Audio                                                                            | Audio |
| -------------------------------------- | -------------------------------------------------------------------------------- | --- |
| 01                                     | Audio-Ausgang R                                                                  | typ. Pegel 0,5 Veff @Ri < 1 kOhm ≈ −4 dBm bei 54 % Modulation des Tonträgers                                         |
| 03                                     | Audio-Ausgang L bzw. Mono                                                        | typ. Pegel 0,5 Veff @Ri < 1 kOhm ≈ −4 dBm bei 54 % Modulation des Tonträgers                                         |
| 02                                     | Audio-Eingang R                                                                  | typ. Pegel 0,5 Veff @Ri < 1 kOhm ≈ −4 dBm bei 54 % Modulation des Tonträgers                                         |
| 06                                     | Audio-Eingang L bzw. Mono                                                        | typ. Pegel 0,5 Veff @Ri < 1 kOhm ≈ −4 dBm bei 54 % Modulation des Tonträgers                                         |
| 04                                     | Audio-Masse                                                                      | |
| RGB / S-Video                          |                                                                                  | |
| 07                                     | Eingang RGB–Blau                                                                 | Signalspannung max.0,7 Vss @ Z = 75 Ohm                                                                              |
| 05                                     | Masse für Pin 7                                                                  | |
| 11                                     | Eingang RGB–Grün                                                                 | 0,7 Vss @ Z = 75 Ω                                                                                                   |
| 09                                     | Masse für Pin 11                                                                 | |
| 15                                     | Eingang RGB–Rot bzw. S-Video Chrominanz (C)                                      | 0,7 Vss (Farbburst: 0V_ ±0,15 Vss) @ Z = 75 Ohm                                                                      |
| 13                                     | Masse für Pin 15                                                                 | |
| Daten / Schaltsignale                  |                                                                                  | |
| 08                                     | TV/AV-Umschaltung/Seitenverhältnis (Schaltspannung)                              | Level 0 = 0..2 V– = TV (Standard), Level 1A = 4,5..7 V– = AV (16:9), Level 1B = 9,5..12 V– = AV (4:3) @ Ri > 10k Ohm |
| 10                                     | Daten 1 (z. B. Eingang) D²B                                                      | (Serieller Multimedia-Bus) oder Taktsignal DDC-SCLK (Ser. Datenbus nach I²C), (oft unbelegt)                         |
| 12                                     | Daten 2 (z. B. Ausgang) D²B                                                      | oder Daten DDC-SDAT (Ser. Datenbus nach I²C), (oft unbelegt)                                                         |
| 14                                     | Digital-Masse zu Pin 8                                                           | 10 & 12, (IR-Eingabe)                                                                                                |
| 16                                     | urspr. Austast-(Blank-)Signal, je Gerät auch AV/RGB-Umschaltung                  | 0..0,4 V– (low = FBAS), 1..3 V– (high = RGB) @ Z = 75 Ohm                                                            |
| 18                                     | Masse für Pin 16                                                                 | |
| FBAS / FBAS-Decoder / S-Video Luminanz |                                                                                  | |
| 19                                     | Ausgang FBAS-Video (Sync) o. cod. Baseband zum Decoder                           | Signalspannung & Synchronimpulse 1 Vss @ Z = 75 Ohm                                                                  |
| 17                                     | Video-Masse für Pin 19 & 20                                                      | |
| 20                                     | Eingang FBAS-Video (Sync) o. decod. FBAS Video vom Decoder bzw. S-Video Luminanz | 1 Vss @ Z = 75 Ohm                                                                                                   |
| Masse                                  |                                                                                  | |
| 21                                     | Kabelabschirmung (Masse)                                                         | |

## Beschaltung von SCART-Kabeln

### Mindestbeschaltung
| Fkt         | Pin | Schir- mung | Pin | Signal                            |
| ----------- | --- | ----------- | --- | --------------------------------- |
| Audio Out R | 1   | E           | 02  | Audio In R                        |
| Audio Out L | 3   | E           | 06  | Audio In L                        |
| Audio In R  | 2   | E           | 01  | Audio Out R                       |
| Audio In L  | 6   | E           | 03  | Audio Out L                       |
| Audio Masse | 4   | L           | 04  | Audio Masse                       |
| AV-Schaltg. | 8   | E           | 08  | AV-Umschaltung (Seitenverhältnis) |
| FBAS Masse  | 17  | L           | 17  | FBAS Masse                        |
| FBAS Out    | 19  | E           | 20  | FBAS Video In                     |
| FBAS In     | 20  | E           | 19  | FBAS Video Out                    |
| Abschirmung | 21  | -           | 21  | Abschirmung                       |

Schirmung:
- L: Verbindung zum Schirm (leitend)
- E: Einzelabschirmung

Diese Minimalbeschaltung ist nur für ein FBAS-Videosignal, jedoch nicht für S-Video oder RGB geeignet.

### Vollbeschaltung
| Fkt         | Pin | Schir- mung | Pin | Signal                            |
| ----------- | --- | ----------- | --- | --------------------------------- |
| Audio Out R | 01  | E           | 02  | Audio In R                        |
| Audio Out L | 03  | E           | 06  | Audio In L                        |
| Audio In R  | 02  | E           | 01  | Audio Out R                       |
| Audio In L  | 06  | E           | 03  | Audio Out L                       |
| Audio Masse | 04  | L           | 04  | Audio Masse                       |
| AV-Schaltg. | 08  | E           | 08  | AV-Umschaltung (Seitenverhältnis) |
| D²B In/CLK? | 10  | -           | 10  | D²B In bzw. Takt (CLK)            |
| D²B Out/DT? | 12  | -           | 12  | D²B Out bzw. Data (DT)            |
| Digi. Masse | 14  | -           | 14  | Digi. Masse                       |
| RGB-B/YUV-V | 07  | E           | 07  | RGB-B / YUV-V                     |
| RGB-B Masse | 05  | L           | 05  | RGB-B Masse                       |
| RGB-G Masse | 09  | L           | 09  | RGB-G Masse                       |
| RGB-G/YUV-Y | 11  | E           | 11  | RGB-G / YUV-Y                     |
| RGB-R Masse | 13  | L           | 13  | RGB-R Masse                       |
| RGB-R/YUV-U | 15  | E           | 15  | RGB-R / YUV-U                     |
| RGB-S Blank | 16  | E           | 16  | RGB-Blank o. RGB/FBAS-Umschaltg.  |
| RGB-S Masse | 18  | L           | 18  | RGB-S Masse                       |
| FBAS Masse  | 17  | L           | 17  | FBAS Masse                        |
| FBAS Out    | 19  | E           | 20  | FBAS Video In                     |
| FBAS In     | 20  | E           | 19  | FBAS Video Out                    |
| Abschirmung | 21  | -           | 21  | Kabelschirmung                    |

- L: Verbindung zum Schirm (leitend)
- E: Einzelabschirmung

## Nachteile
Die sich aus der Norm ergebenden Konstruktionsdetails können bei der Benutzung des Steckers, insbesondere bei häufigem Umstecken, zu Kontaktproblemen und Beschädigungen führen:
- Die einzelnen Kontakte sind flach und dünn, die Fixierung innerhalb des Steckers erfolgt über kleine Zungen. Dadurch können Kontakte leicht verbogen werden oder im Träger nach hinten rutschen.
- Das Masseblech bleibt beim Abziehen mitunter in der Buchse stecken.

Die Norm verlangt keine Verschraubung der Buchsen und Stecker auf der Platine oder am Gehäuse. Daher müssen die leicht brechenden Lötstellen Kräfte aufnehmen, die bei Bewegung auf Stecker und Buchse wirken. Durch die im Allgemeinen abgewinkelte Kabelführung reicht ein leichter Zug oder Druck auf das recht starre Kabel, um den Stecker einseitig aus der Buchse zu hebeln; es kommt in der Folge zu Bild- oder Tonausfall, der sich nicht eindeutig der SCART-Verbindung zuordnen lässt.

## Normen und Standards
- DIN EN 50049-1:1998 Kennwerte für die Kleinsignalverbindung zwischen elektronischen Geräten für den Heimgebrauch und ähnliche Anwendungen: Peritelevison-Verbindung. Deutsche Fassung der EN 50049-1:1997 + A1:1998. Veröffentlicht November 1998.
- DIN EN 50157-1:1999-05 Kennwerte für die Kleinsignalverbindung zwischen elektronischen Geräten für den Heimgebrauch und ähnliche Anwendungen: AV. link – Teil 1: Allgemeines; Deutsche Fassung EN 50157-1:1998
- DIN EN 50157-2-1:1999-05 Kennwerte für die Kleinsignalverbindung zwischen elektronischen Geräten für den Heimgebrauch und ähnliche Anwendungen: AV.link – Teil 2-1: Qualitatives Anpassen von Signalen und automatisches Auswählen von Signalquellen; Deutsche Fassung EN 50157-2-1:1998
- DIN EN 50157-2-2:1999-05 Kennwerte für die Kleinsignalverbindung zwischen elektronischen Geräten für den Heimgebrauch und ähnliche Anwendungen: AV.link – Teil 2-2: Grundlegende systemorientierte Befehle; Deutsche Fassung EN 50157-2-2:1998
- DIN EN 50157-2-3:1999-05 Kennwerte für die Kleinsignalverbindung zwischen elektronischen Geräten für den Heimgebrauch und ähnliche Anwendungen: AV.link – Teil 2-3: Systemorientierte Anwendung; Deutsche Fassung EN 50157-2-3:1998

## Nachfolgesysteme
- Golden SCART, Weiterentwicklung für hochauflösendes HD-MAC-Signal
- High Definition Multimedia Interface (HDMI), aktueller Standard